# Felipe Jiménez
Felipe Jiménez Mery (Chillán, Ñuble, Chile, 9 de octubre de 1960) es un jinete de rodeo chileno. El triunfo más destacado de este jinete fue el Campeonato Nacional de Rodeo de 1984, en donde fue campeón junto a Hugo Navarro.
A los 19 años abandonó su país y se fue a trabajar a Venezuela. Su sueño era juntar dinero y recuperar a Vanidoso, un potro que su padre le había vendido a Gonzalo Vial. Al cabo de tres años cumple su objetivo, vuelve a Chile, compra el potro y logra clasificar al Campeonato Nacional.
En ese campeonato hizo collera con Hugo Navarro. Montó a Vanidoso y su compañero a Auquincano. El campeonato fue muy disputado, incluso se fueron a desempate tres colleras, la de Miguel Lamoliatte y Daniel Rey y la de Ricardo de la Fuente y Enrique Schwalm. En el desempate la collera de Chillán fue la más efectiva, realizaron 5 puntos buenos y les alcanzó para quedarse con el título debido a los 2 puntos de Miguel Lamoliatte y Daniel Rey. 
Este triunfo lo alcanzó con apenas 23 años y le comunicó a la prensa que “Me siento privilegiado de estar en la historia del rodeo. Soy el segundo jinete más joven de la historia en ganar un rodeo, la diferencia es que yo lo logré sin recursos”. Además de su compañero Hugo Navarro, que más que todo era su maestro dijo que “Navarro me enseñó que siendo humilde, tenaz en la vida, aunque no estén los recursos se puede ser campeón. Ese fue nuestro gran mérito”. Esas fueron las palabras a su compañero ya fallecido quien era el hermano de otro destacado jinete, Alfonso Navarro.
Al año siguiente logró otra gran actuación, alcanzano el vicecampeonato junto a Hugo Navarro. En 1991 logró un tercer lugar en el Campeonato Nacional, junto a Mauricio Toloza, en Fichero y Trago Largo. 
Después de esas grandes campañas estuvo mucho tiempo fuera de las medialunas, dedicándose a la crianza. Sacó montas de su potro Causeo, criando buenos ejemplares como Regalado y Campesino, destacando también el caballo Canalla, campeón de la temporada 2007-2008, criado por Jiménez también. 
Después vuelve a las pistas nacionales debido a la amistad que tenía con el fallecido polista chileno Gabriel Donoso. La gran habilidad que tenía este jinete para montar le trajo buenos resultados en el rodeo. Juntos corren una temporada completa. Lamentablemente Donoso muere en una trágica caída de su caballo jugando polo en Buenos Aires. Para Jiménez fue muy dura su partida, desea esperar lo que quedaba de la temporada y comenzó a correr junto con Francisco Infante y luego con Miguel Bravo, con quien disputó los clasificatorios al Campeonato Nacional de Rodeo de 2008. A partir de ese momento afirma que no aspira a grandes metas ya que cree que ya ganó todo en el rodeo y que actualmente corre solo por agrado. 
En la temporada 2008-2009 corrió con Raúl Arraño, clasificando 2 colleras al Campeonato Nacional. En agosto de 2009 acordó correr la temporada 2009-2010 en uno de los criaderos más grandes de Chile, el Criadero Agua de los Campos y Mackena. Acollerado con el bicampeón chileno de rodeo, Rufino Hernández, han corrido 3 rodeos hasta la fecha teniendo excelentes resultados, siendo vicecampeones en el primero y posteriormente campeones en los dos restantes.

## Campeonatos nacionales
| Año  | Collera      | Caballos                  | Puntaje | Asociación |
| ---- | ------------ | ------------------------- | ------- | ---------- |
| 1984 | Hugo Navarro | "Vanidoso" y "Auquincano" | 26      | Ñuble      |

### Segundos campeonatos
- 1985: junto con Hugo Navarro, montando a "Vanidoso" y "Aunquincano" con 24 puntos.

### Terceros campeonatos
- 1992: junto con Mauricio Tolosa, montando a "Felito" y "Chiloco" con 30+12 puntos .